# Rijperkerk
Rijperkerk (officieel, Fries: Ryptsjerk, [’riptsjɛrk]) is een dorp in de gemeente Tietjerksteradeel, in de Nederlandse provincie Friesland. Het ligt ten noordoosten van Leeuwarden, tussen de N355 en Trijnwouden.
In 2023 telde het dorp 775 inwoners. Bij Rijperkerk ligt ook het recreatiegebied de Groote Wielen. Samen met de dorpen Giekerk, Oudkerk, Oenkerk, Roodkerk en Molenend, op de zandrug Trijnwouden. Door het dorp stroomt de Rijperkerkstervaart.

## Geschiedenis
De naam Rijperkerk is afgeleid van Riperkerka, kerk op een 'ripe'; een zandrug. Deze zandrug is een restant van de laatste ijstijd, die circa 200.000 jaar geleden in Nederland heerste. Op deze zandrug ligt de huidige Oosterdijk, de oudste weg van het dorp. Het achtervoegsel "rijp" of "ripe" komt in meerdere plaats- en familienamen voor.
In de 14e eeuw wordt voor het eerst melding gemaakt van Riperkerka, een nederzetting van vissers, turfmakers en rietsnijders. Waarschijnlijk werd er ook reeds zeer extensieve veeteelt bedreven. In de loop der jaren werden Binnendijk en Westerdijk aangelegd, parallel lopend met de Oosterdijk en onderling verbonden door Ypeysingel (IJpeijsingel) en Brédyk, waardoor het dorp min of meer zijn huidige vorm kreeg. Na de aanleg van een aantal waterkundige werken, waarmee het water kon worden beheerst, trok het dorp meer boeren aan en dit bracht nijverheid met zich mee, zij het op bescheiden schaal. Toch hielden de rietcultuur en het turfmaken nog lange tijd stand. Het beeld "de Leiker" herinnert nog aan het opbaggeren van de "klyn", de grondstof voor turf. De laatste binnenvisser is in 1988 overleden.
Leeuwarden ligt op vrij korte afstand van Rijperkerk. De zandgrond is bosrijk en om deze reden stichtten veel bestuurlijke hoogwaardigheidsbekleders zomerverblijven in zowel de Trijnwouden als Rijperkerk en Tietjerk. Rijperkerk kende drie adellijke behuizingen, het nog bestaande Vijversburg, Ulenburgh-state en Heerma-state. Van dit laatste buitenverblijf, dat omstreeks 1850 moet zijn afgebroken, is weinig meer bekend. Ulenburgh-state, aan de Oosterdijk gelegen en in 1708 afgebroken, was het zomerverblijf van Rombertus van Uylenburgh, burgemeester van Leeuwarden. Zijn dochter Saskia was de vrouw van Rembrandt van Rijn. Over Vijversburg, dat sinds 1970 op het grondgebied van Tietjerk ligt (de Rijksweg Leeuwarden-Groningen vormt nu de grens tussen beide dorpen), is meer te vertellen.
In 1808 kocht de welgestelde Age Looxma dit buitenverblijf. Zijn dochter Baudina huwde de arts Nicolaas Ypey, geboren uit een geslacht van intellectuelen. Rijkdom, zakelijk inzicht en intellect werden aldus samengevoegd. Hun enige zoon Age bleef ongehuwd en bepaalde in 1892 in zijn testament dat zijn totale bezit zou worden ondergebracht in een stichting. Dit bezit werd geschat op ongeveer 1,5 miljoen gulden. De belangrijkste bepaling in het testament was wel dat "oudere behoeftigen uit de dorpen Rijperkerk, Tietjerk en Hardegarijp in 20 te bouwen woningen hun oude dag mogen doorbrengen". Tot op de huidige dag zijn de huizen bewoond. Door de van overheidswege toegenomen zorg voor bejaarden zijn het niet meer alleen ouden van dagen die er mogen wonen, maar worden de woningen normaal verhuurd door de drie regenten die het beheer uitoefenen over de "Stichting op Toutenburg" te Zwartewegsend.

### Kerk
De huidige hervormde kerk van het dorp werd gebouwd rond 1750 ter vervanging van een ouder kerkje, dat moet hebben gestaan bij het voormalige sluisje, waar de Oosterdijk uitkomt op de Slachtedijk.  Twee voorstellingen op de zijkant beelden Simson uit in gevecht met de leeuw, en Delila die een speer draagt. Welhaast zeker zijn ze bedoeld als symbolen, wijzend op de gevaren voor de in celibaat levende rooms-katholieke geestelijken. De sterke Simson versloeg de leeuw, maar was tegen een verleidelijke vrouw niet opgewassen. 
In de toren hangt een luidklok uit 1546. Hij werd gegoten door Frans Hatiser, die in 1538 met Hendrik Porgheter een klok voor het Groningse Losdorp had geleverd. Hoewel de klok in 1943 door de Duitse bezetter werd geroofd, is de 598 kilo zware kolos ongeschonden teruggekeerd van een opslagplaats in Giethoorn.

In juni 2019 is de klok uit de toren verwijderd en naar Nördlingen in Duitsland gebracht om te worden gerestaureerd. Terwijl de klok afwezig is, wordt het dak van de toren van nieuwe leien voorzien. De klok wordt in oktober terug verwacht.

### Molen
De Himriksmole is een spinnenkopmolen die oorspronkelijk in Warga stond. In 1806 werd hij verplaatst naar de Hemrikspolder bij Huizum en in 1952 verhuisde hij naar Rijperkerk, waar hij lange tijd in de buurt van de proefboerderij Wielzicht nabij de Rijperkerkstervaart stond.  In 1976 werd hij verplaatst naar zijn huidige locatie in het natuur- en recreatiegebied De Groene Ster. De molen is bijna zeven meter hoog en heeft een vlucht van elf meter.

## Nieuwbouw
In tegenstelling tot dorpen als Tietjerk, Hardegarijp, Giekerk en Oenkerk verrees in Rijperkerk geen nieuwbouw in de jaren 1950. Pas sinds de jaren 1970 is een bescheiden groei waarneembaar. Heden ten dage vormen de "allochtonen", veelal ambtenaren en gepensioneerden, een belangrijke aanvulling op het autochtone deel dat nogal honkvast is.

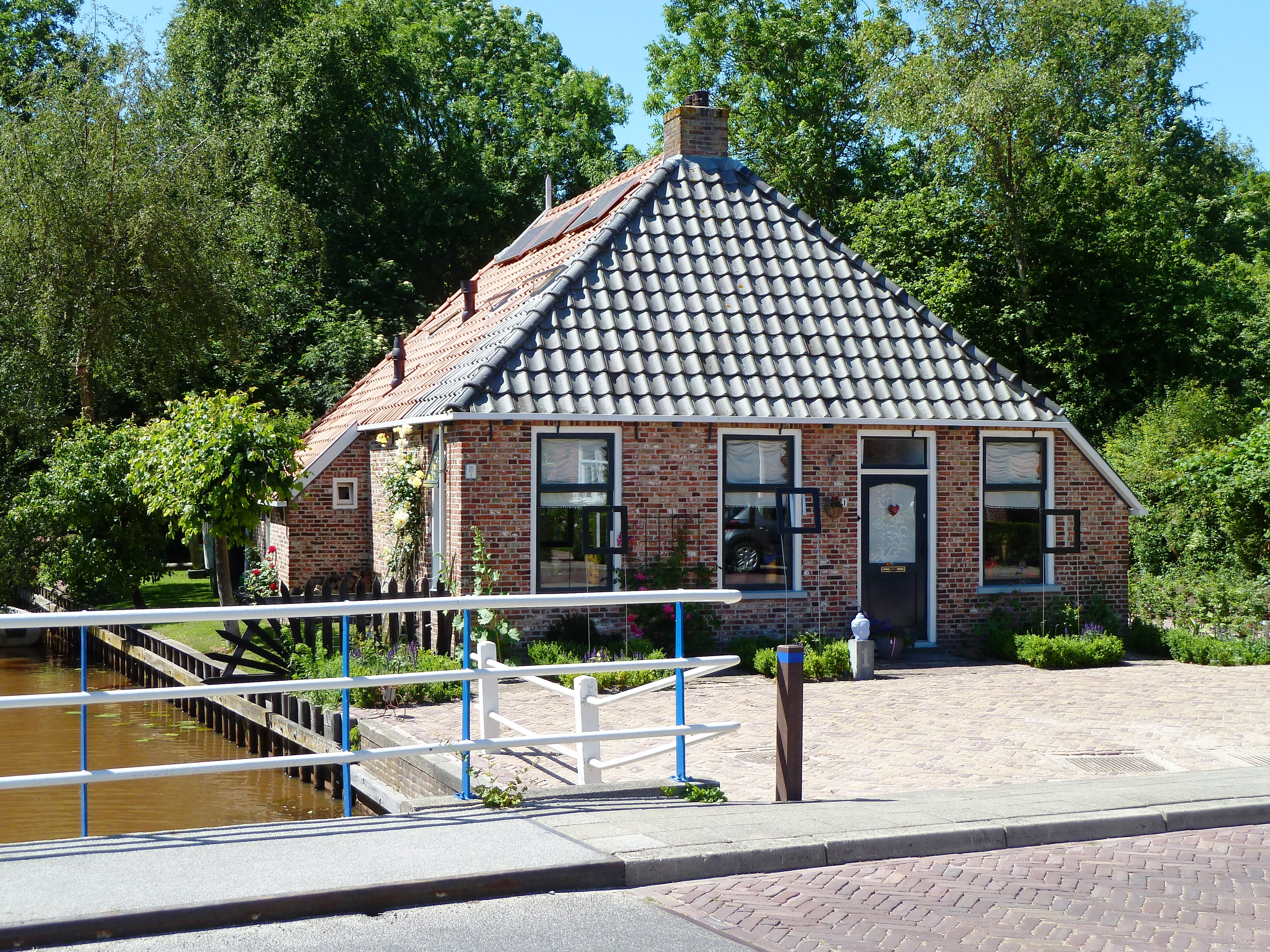
Huisje aan de Rijperkerkstervaart
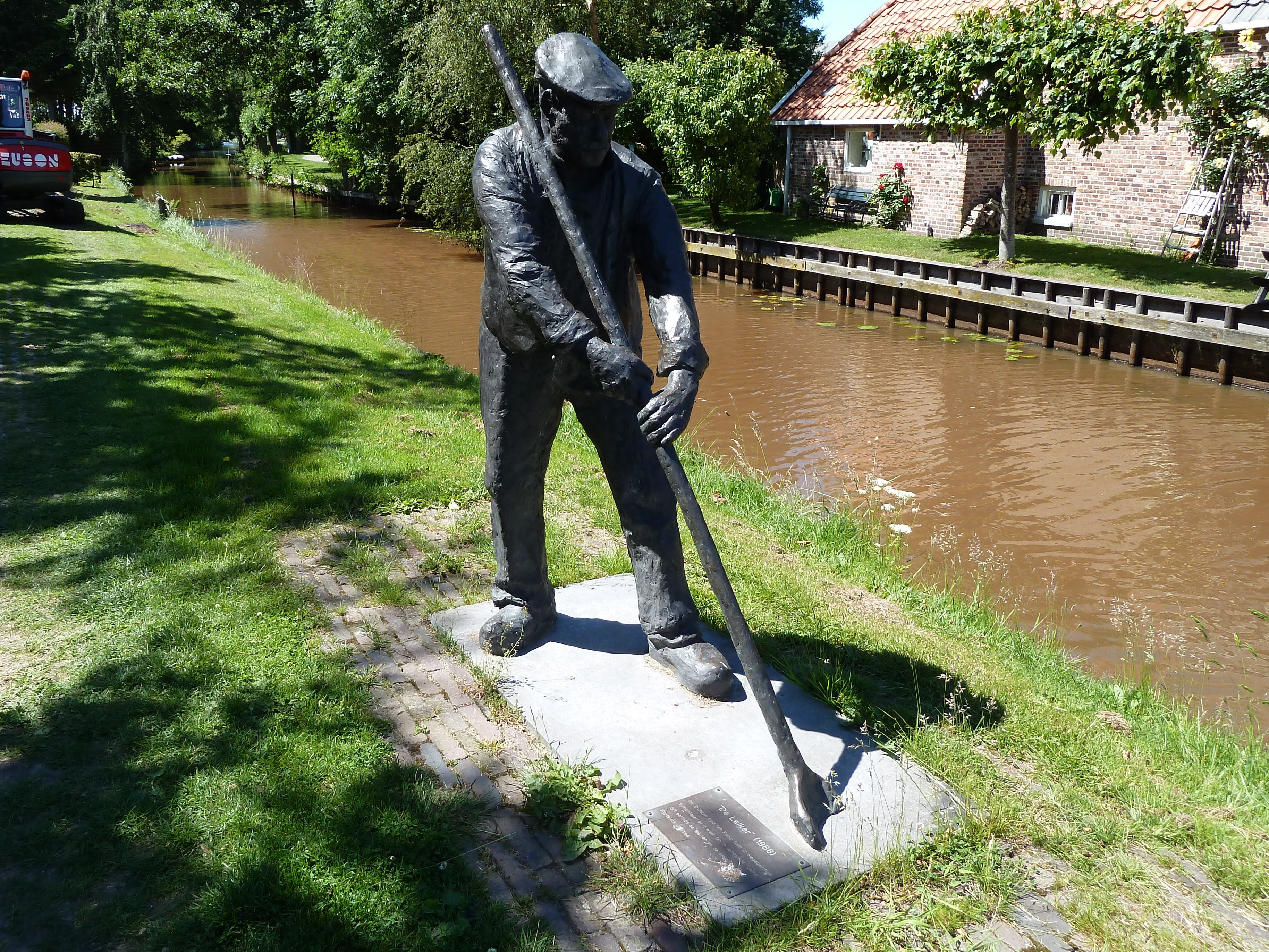
De Leiker (1986), ter ere van de veenbaggeraar

## Geboren in Rijperkerk
- Enneüs Heerma (1944-1999), politicus; CDA-fractievoorzitter in de Tweede Kamer (1994-1997)